# Шаханшах (ширваншах)
Шаханшах ибн Минучихр — Ширваншах Ширвана правивший в XII веке, с 1197 по 1200 год.
После гибели семьи Ширваншаха Ахситан I во время землетрясения в 1192 году, у Ширваншаха не оставалось прямого наследника и после его смерти в 1197 году на престол взошел его брат Шаханшах. Царствование Шаханшаха было непродолжительным и не оставило каких-либо памятников кроме монет.